# Uitgeverij Boekscout
Uitgeverij Boekscout is een Nederlands bedrijf dat printing-on-demand als dienst aanbiedt. Het hoofdkantoor is gevestigd in Soest. Boekscout is opgericht in 2006 door Stefanie en Lars Meiners.
In 2016 stelde Boekscout jaarlijks zo'n 900 nieuwe titels te accepteren in veel verschillende genres. Vooral nieuwe auteurs maken gebruik van de diensten van Boekscout. Onderdeel van Boekscout is Boekscout YO!, voor schrijvers tussen de tien en vijftien jaar oud. Daarnaast startten Boekscout en Boekencentrum Uitgevers in 2016 de imprint BC•BS, specifiek voor schrijvers van religieuze boeken gericht op een kleinere doelgroep.

## Kritiek
Er is ook kritiek op de werkwijze van Boekscout. Zo hekelde recensent Taede A. Smedes, in een opiniestuk in de Volkskrant, het ontbreken van een goede redactie bij uitgeverijen als Boekscout: "Ze verzieken de boekenmarkt doordat de kwaliteitsbewaking volledig uit het oog wordt verloren." Daarnaast verweet hij dit soort diensten dat ze "een financieel slaatje [slaan] uit het leed van mensen die denken dat ze kunnen schrijven."